# Rubén Guerrero
Rubén Guerrero Pino (Marbella, 22 ottobre 1995) è un cestista spagnolo.